# ウェス・ベンジャミン
ウェスリー・スコット・ベンジャミン（Wesley Scott Benjamin、1993年7月26日 - ）は、アメリカ合衆国・イリノイ州ウィンフィールド出身のプロ野球選手（投手）。左投右打。MLBのサンディエゴ・パドレス傘下所属。

## 経歴

### プロ入り前とレンジャーズ時代
2011年のMLBドラフト48巡目（全体1469位）でニューヨーク・ヤンキースから指名されたが、これを拒否してカンザス大学へ進学。ビッグ12カンファレンスに所属するカンザス・ジェイホークスでプレーした。
2014年のMLBドラフト5巡目（全体156位）でテキサス・レンジャーズから指名され、6月15日にレンジャーズと契約を結び入団。同年は春に肘を故障した影響でトミー・ジョン手術を受けており、入団後も翌2015年シーズンまでほぼ全休しリハビリに充てたため、本格的にマイナーリーグで試合出場するのは3年目の2016年以降となった。
2020年8月11日に40人枠入りを果たし、メジャー初昇格。5日後の8月16日の対コロラド・ロッキーズ戦（クアーズ・フィールド）でメジャー初登板を果たし、1回2失点の内容だった。9月23日の対アリゾナ・ダイヤモンドバックス戦（チェイス・フィールド）ではメジャー初先発を果たしたが、6回途中3失点の内容で勝敗はつかなかった。同年は敗戦処理とロングリリーフを中心に8試合に登板し2勝1敗、防御率4.84の成績を残した。
2021年はメジャーでは13試合に登板し0勝2敗、防御率8.74という成績に終わり、傘下AAA級ラウンドロック・エクスプレスでも防御率8点台と結果を残せなかった。シーズン終了後にFAとなった。

### ホワイトソックス傘下時代
2022年2月21日にシカゴ・ホワイトソックスとマイナー契約を結ぶ。契約後は傘下AAA級シャーロット・ナイツで7試合に先発し2勝0敗、防御率3.82の成績を残した。同年5月17日、アジアの球団と契約するために球団に自由契約を申し入れ、受理された。

### 韓国・KT時代
2022年5月18日、故障により退団したウィリアム・クエバスの代替選手として、KBOリーグのKTウィズとの契約が発表された。同年はKTで5勝を記録、2023年も再契約を結び15勝を記録。2024年も再契約した。
2024年11月30日に自由契約公示された。

### パドレス傘下時代
2025年2月25日にサンディエゴ・パドレスとマイナー契約を結び、同年のスプリングトレーニングに招待選手として参加することになった。

## 詳細情報

### 年度別投手成績
| 年 度    | 球 団    | 登 板 | 先 発 | 完 投 | 完 封 | 無 四 球 | 勝 利 | 敗 戦 | セ 丨 ブ | ホ 丨 ル ド | 勝 率 | 打 者 | 投 球 回 | 被 安 打 | 被 本 塁 打 | 与 四 球 | 敬 遠 | 与 死 球 | 奪 三 振 | 暴 投 | ボ 丨 ク | 失 点 | 自 責 点 | 防 御 率 | W H I P |
| -------- | -------- | ----- | ----- | ----- | ----- | -------- | ----- | ----- | -------- | ----------- | ----- | ----- | -------- | -------- | ----------- | -------- | ----- | -------- | -------- | ----- | -------- | ----- | -------- | -------- | ------- |
| 2020     | TEX      | 8     | 1     | 0     | 0     | 0        | 2     | 1     | 0        | 0           | .667  | 98    | 22.1     | 24       | 4           | 7        | 0     | 0        | 21       | 0     | 0        | 12    | 12       | 4.84     | 1.39    |
| 2021     | TEX      | 13    | 2     | 0     | 0     | 0        | 0     | 2     | 0        | 0           | .000  | 112   | 22.2     | 29       | 6           | 17       | 0     | 0        | 19       | 1     | 0        | 23    | 22       | 8.74     | 2.03    |
| 2022     | KT       | 17    | 17    | 0     | 0     | 0        | 5     | 4     | 0        | 0           | .556  | 385   | 96.2     | 75       | 11          | 24       | 2     | 4        | 77       | 3     | 1        | 34    | 29       | 2.70     | 1.02    |
| 2023     | KT       | 29    | 29    | 0     | 0     | 0        | 15    | 6     | 0        | 0           | .714  | 684   | 160.0    | 149      | 12          | 45       | 1     | 3        | 157      | 11    | 0        | 79    | 63       | 3.54     | 1.21    |
| 2024     | KT       | 28    | 28    | 0     | 0     | 0        | 11    | 8     | 0        | 0           | .579  | 639   | 149.2    | 141      | 28          | 48       | 2     | 4        | 156      | 4     | 0        | 90    | 77       | 4.63     | 1.26    |
| MLB：2年 | MLB：2年 | 21    | 3     | 0     | 0     | 0        | 2     | 3     | 0        | 0           | .400  | 210   | 45.0     | 53       | 10          | 24       | 0     | 0        | 40       | 1     | 0        | 35    | 34       | 6.80     | 1.71    |
| KBO：3年 | KBO：3年 | 74    | 74    | 0     | 0     | 0        | 31    | 18    | 0        | 0           | .633  | 1708  | 406.1    | 365      | 51          | 117      | 5     | 11       | 390      | 18    | 1        | 203   | 169      | 3.74     | 1.19    |

- 2024年度シーズン終了時

### 背番号
- 75（2020年）
- 63（2021年）
- 43（2022年 - 2024年)